# Eemil Nestor Setälä
Eemil Nestor Setälä (27 de febrero de 1864, Kokemäki - 8 de febrero de 1935, Helsinki) fue un político finlandés y una vez Presidente del Senado de Finlandia, a partir de septiembre de 1917 hasta noviembre del mismo año.
Setälä era un lingüista, profesor de lengua y literatura en la Universidad de Helsinki de Finlandia de 1893 a 1929. Él era una influencia importante en el estudio del idioma finés, y el fundador del instituto de investigación Suomen suku ("La Familia del Idioma Finlandés").
Sus actividades políticas lo llevaron a ser elegido varias veces parte del parlamento, por el Partido Joven Finlandés y por la Coalición Nacional. Durante un breve período a finales de la Primera Guerra Mundial, se desempeñó como jefe de Estado en calidad de Presidente del Senado. Más tarde Setälä tubó varios puestos en el gabinete, como ministro de Educación (1925) y ministro de Relaciones Exteriores (1925-1926).
Él era el embajador de Finlandia en Dinamarca y Hungría de 1927 a 1930.